# Bürstenhaarmäuse
Die Bürstenhaarmäuse (Lophuromys) sind eine in Afrika südlich der Sahara weit verbreitete Gattung der Langschwanzmäuse. Sie sind durch ihre für Mäuse ungewöhnliche Färbung und die borstigen Haare gekennzeichnet.

## Merkmale
Die Fellfarben variieren stark von Art zu Art. Die Oberseite ist beige, grau oder braun gefärbt; manche Arten haben weiße oder orangefarbene Flecken. Auffällig ist die farbenfrohe Unterseite, die orange, cremefarben oder zimtbraun sein kann. Die Kopfrumpflänge schwankt je nach Art zwischen 9 und 16 cm. Bei der Länge des Schwanzes gibt es zwei Typen: In der Untergattung Kivumys ist der Schwanz in etwa körperlang; dagegen ist er in der Untergattung Lophuromys sehr viel kürzer und erreicht nur die Hälfte der Kopfrumpflänge.

## Verbreitung und Lebensraum
Bürstenhaarmäuse kommen in einer Vielzahl von Habitaten vor. Sie bewohnen Savannen ebenso wie Regenwälder. Ihre Verbreitung reicht vom Regenwaldgürtel Westafrikas und dem äthiopischen Hochland über Zentral- und Ostafrika bis nach Angola und Mosambik. In Südafrika fehlen sie. Der Verbreitungsschwerpunkt liegt in der Demokratischen Republik Kongo, wo die meisten Arten beheimatet sind.

## Lebensweise
Alle Arten, auch die waldbewohnenden, halten sich am Boden auf und klettern nicht. Es gibt in der Gattung sowohl tag- als auch nachtaktive Arten. Nester aus trockenem Gras werden unter Steinen, Wurzeln und Ästen angelegt. Sie leben einzelgängerisch; stoßen zwei Artgenossen aufeinander, kommt es meistens zu heftigen Kämpfen, die in abgerissenen Ohren und Schwänzen resultieren können. In den Nestern bringen die Mäuse auch ihre Jungen zur Welt. Je Wurf sind dies ein bis fünf Junge, und in einem Jahr kann eine Bürstenhaarmaus sechs Würfe großziehen.
Pflanzliche Nahrung ist für Bürstenhaarmäuse meist nur Beikost. Zu einem Ausmaß von 40 bis 100 % ernähren sie sich von tierischer Nahrung. Dies sind vor allem Ameisen, aber auch andere Insekten und selbst kleine Frösche.

## Systematik
Die zwei Untergattungen Lophuromys und Kivumys lassen sich gut gegeneinander abgrenzen. Neben der bereits erwähnten Unterschiede in der Schwanzlänge sind vor allem die Hinterbeine (lang bei Kivumys, kurz bei Lophuromys), die Ohren (groß bei Kivumys, klein bei Lophuromys) und die Krallen (kurz bei Kivumys, lang bei Lophuromys) auffällige Unterscheidungsmerkmale.
- Untergattung Kivumys
  - Woosnam-Bürstenhaarmaus (Lophuromys woosnami), Bergregionen im Osten der Dem. Rep. Kongo, im Westen Ugandas sowie in Ruanda und Burundi
  - Gelbbauch-Bürstenhaarmaus (Lophuromys luteogaster), nordöstl. Dem. Rep. Kongo
  - Mittelschwänzige Bürstenhaarmaus (Lophuromys medicaudatus), östl. Dem. Rep. Kongo, Ruanda
- Untergattung Lophuromys
  - Angola-Bürstenhaarmaus (Lophuromys angolensis)
  - Ansorge-Bürstenhaarmaus (Lophuromys ansorgei)
  - Dunkle Bürstenhaarmaus (Lophuromys aquilus)
  - Kurzschwanz-Bürstenhaarmaus (Lophuromys brevicaudus), zentrales Äthiopien
  - Äthiopien-Bürstenhaarmaus (Lophuromys brunneus)
  - Goldfuß-Bürstenhaarmaus (Lophuromys chrysopus)
  - Graue Bürstenhaarmaus (Lophuromys cinereus), östl. Dem. Rep. Kongo
  - Mount-Oku-Bürstenhaarmaus (Lophuromys dieterleni), nordwestliches Kamerun
  - Dudu-Bürstenhaarmaus (Lophuromys dudui)
  - Mount-Lefu-Bürstenhaarmaus (Lophuromys eisentrauti), Kamerun
  - Gelbflecken-Bürstenhaarmaus (Lophuromys flavopunctatus), Ostafrika, südl. Zentralafrika, Äthiopien
  - Hutterer-Bürstenhaarmaus (Lophuromys huttereri), nördl. Dem. Rep. Kongo
  - Makundi-Bürstenhaarmaus (Lophuromys makundii), endemisch am Mount Hanang in Tansania
  - Schwarzkrallen-Bürstenhaarmaus (Lophuromys melanonyx), äthiopisches Hochland
  - Rotbauch-, Kivu- oder Feuerbauch-Bürstenhaarmaus (Lophuromys nudicaudus), Kamerun, Gabun, Äquatorialguinea
  - Rahm-Bürstenhaarmaus (Lophuromys rahmi), östl. Dem. Rep. Kongo, Ruanda
  - Kamerunberg-Bürstenhaarmaus (Lophuromys roseveari), westliches Kamerun
  - Rostbauch-Bürstenhaarmaus (Lophuromys sikapusi), West- und Zentralafrika
  - Verhagen-Bürstenhaarmaus (Lophuromys verhageni)
  - Zena-Bürstenhaarmaus (Lophuromys zena)

Als nahe Verwandte der Bürstenhaarmäuse gelten die Stachelmäuse (Acomys). Mit diesen und anderen Gattungen bilden sie die Unterfamilie Deomyinae.